# Каскадная лестница (Кисловодск)
Каскадная лестница — достопримечательность в Кисловодске, Ставропольский край, Россия. Расположена у входа в Кисловодский национальный парк, продолжая проспект Дзержинского и связывая центр города с верхней частью парка. Является одной из визитных карточек кисловодского курорта.

## Описание
Лестница насчитывает 170 ступеней и имеет высоту 20 метров. Верхняя часть лестницы украшена декоративными бассейнами с капельными водопадами, расположенными по краям. Самый верхний бассейн охвачен двумя полукруглыми лестницами, ведущими на смотровую площадку. Ночью лестница подсвечивается разноцветными огнями.
Лестница увенчана колоннадой (не путать с отдельно стоящей Колоннадой в нижнем парке), выполненной в античном стиле и состоящей из восьми дорических колонн. В 1949 году вышла почтовая марка с колоннадой лестницы, в 2016 году — ещё одна.

## История
Лестница была построена в 1934—1935 года архитекторами Л. С. Залесской и К. А. Шевченко, изначальный материал — местный доломитизированный известняк. В 1970-е годы истёршиеся ступени из известняка заменили на бетонные.
В 1981 году решением исполнительного комитета Ставропольского краевого совета народных депутатов № 702 Каскадная лестница была признана объектом культурного наследия регионального значения.
В 2015—2016 годах лестница была реконструирована, были заменены клумбы, озеленение, лавочки и освещение, изначальный бюджет составлял 58 миллионов рублей и вырос в ходе работ. В связи с использованием некачественного природного камня лестница начала разрушаться вскоре после завершения реконструкции, было заведено уголовное дело о коррупции.

## Галерея
- Вид на колоннаду, 1938
- Колоннада сзади, 1949
- Центральная часть, 1960
- Вид издалека, 2013
- Вид с колоннады, 2013
- Ночная подсветка, 2016
- Ночная подсветка, 2016
- Вид снизу, 2016